# 미나미휴가역
미나미휴가역(일본어: 南日向駅)은 일본 미야자키현 휴가시에 있는 규슈 여객철도 닛포 본선의 역이다. 상대식 승강장 2면 2선의 구조를 지닌 지상역이다.

## 이용 현황
| 연도     | 하루 평균 승차 인원 |
| 2002년도 | 49                  |
| 2004년도 | 39                  |
| 2005년도 | 37                  |
| 2006년도 | 33                  |
| 2007년도 | 36                  |
| -------- | ------------------- |

## 역 주변
- 휴가시청 이와와키 지소

## 역사
- 1921년 10월 11일 : 이와와키역(일본어: 岩脇駅)으로서 개업.
- 1963년 5월 25일 : 미나미휴가역으로 개칭.
- 1987년 4월 1일 : 민영화에 의해, 규슈 여객철도로 이관.

## 인접 정차역
| 닛포 본선            | 닛포 본선   | 닛포 본선                |
| -------------------- | ----------- | ------------------------ |
| 자이코지 고쿠라 방면 | ■ 닛포 본선 | 미미쓰 가고시마추오 방면 |